# Корфилд, Гермиона
Гермио́на Ко́рфилд (англ. Hermione Corfield; род. 19 декабря 1993, Вестминстер, Лондон, Англия, Великобритания) — английская актриса, наиболее известная по ролям в фильмах «Миссия невыполнима: Племя изгоев», «Мистер Холмс», «Гордость и предубеждение и зомби», «Три икса: Мировое господство» и «Звёздные войны: Последние джедаи».

## Биография
Гермиона Корфилд родилась в семье Ричарда Корфилда и его супруги дизайнера Эммы Уиллис. У неё две сестры Айседора и Кай. Гермиона посещала школу Даун Хаус в деревне Колд Эш, недалеко от Ньюбери, Беркшир. Она изучала английскую литературу в университетском колледже Лондона, а затем поступила в Институт театра и кино Ли Страсберга в Нью-Йорке.
Корфилд дебютировала в кино в 2014 году. Уже год спустя Гермиона снялась в эпизодических ролях в двух крупных проектах — «Миссия невыполнима: Племя изгоев» и «Мистер Холмс». Она также работала с Пенелопой Крус в рекламной кампании для Schweppes.
В 2017 году Корфилд сыграла одну из главных ролей в сериале «Алкион» — истории шумного и гламурного пятизвёздочного отеля в самом сердце Лондона во время Второй мировой войны, а также исполнила роль пилотессы Таллиссан Линтры в очередной части звёздной киносаги — «Звёздные войны: Последние джедаи».

## Фильмография
| Год  |   | Русское название                 | Оригинальное название              | Роль               |
| ---- | - | -------------------------------- | ---------------------------------- | ------------------ |
| 2014 | ф | 50 поцелуев                      | 50 Kisses                          | Анна               |
| 2015 | ф | Мистер Холмс                     | Mr. Holmes                         | Энн Келмот         |
| 2015 | ф | Миссия невыполнима: Племя изгоев | Mission: Impossible — Rogue Nation | девушка в магазине |
| 2016 | с | Индевор                          | Endeavour                          | Кэсси Уоткинс      |
| 2016 | ф | Гордость и предубеждение и зомби | Pride and Prejudice and Zombies    | Кассандра          |
| 2016 | ф | Падшие                           | Fallen                             | Габриэль Гивенс    |
| 2017 | ф | Три икса: Мировое господство     | xXx: Return of Xander Cage         | Эйнсли             |
| 2017 | с | Алкион                           | The Halcyon                        | Эмма Гарланд       |
| 2017 | ф | Меч короля Артура                | King Arthur: Legend of the Sword   | сирена 3           |
| 2017 | ф | Пчёлы делают мёд                 | Bees Make Honey                    | Татьяна            |
| 2017 | ф | Звёздные войны: Последние джедаи | Star Wars: The Last Jedi           | Талли Линтра       |
| 2018 | ф | Ржавый ручей                     | Rust Creek                         | Сойер Скотт        |
| 2018 | ф | Правила бойни                    | Slaughterhouse Rulez               | Клемси Лоуренс     |
| 2019 | ф | Рождённый королём                | Born a King                        | принцесса Мэри     |
| 2019 | ф | Морские паразиты                 | Sea Fever                          | Шивон              |
| 2020 | с | Мы охотимся вместе               | We Hunt Together                   | Фредди Лейн        |
| 2021 | ф | Ограбление по-джентльменски      | The Misfits                        | Хоуп               |
| 2021 | ф |                                  | The Road Dance                     | Кирсти Маклауд     |